# Diabolik - Chi sei?
Diabolik - Chi sei? è un film del 2023 diretto dai Manetti Bros.
La pellicola è l'adattamento cinematografico del centosettesimo albo dell'omonimo fumetto creato da Angela e Luciana Giussani, e costituisce il terzo ed ultimo capitolo della trilogia iniziata con Diabolik (2021) e proseguita con Diabolik - Ginko all'attacco! (2022).
Il film è stato presentato in anteprima alla Festa del Cinema di Roma 2023, nella sezione "Grand Public".

## Trama

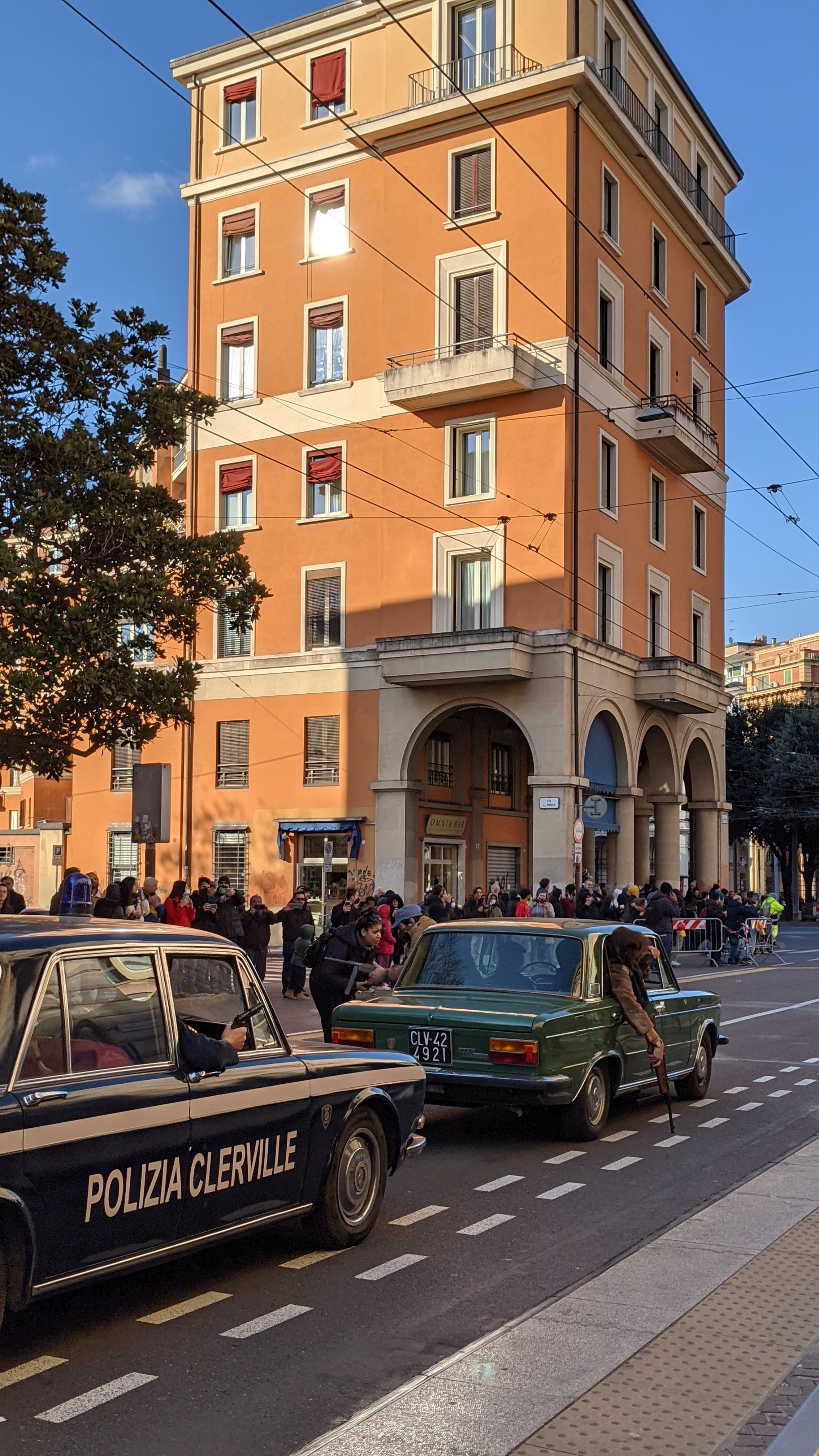
Le riprese di un inseguimento automobilistico sul set del film. Bologna, marzo 2022.

Diabolik ed Eva Kant organizzano un piano per rapinare la contessa Wiendemar della sua collezione di monete antichissime, ma mentre lo stanno mettendo in atto nella sede della Banca Centrale, dove Eva si è sostituita a una fidata funzionaria, irrompe una gang che nei mesi precedenti ha terrorizzato Clerville con sanguinose rapine. I criminali svaligiano l’istituto di credito e si impadroniscono loro delle monete, uccidendo la contessa e mandando in fumo il colpo di Diabolik ed Eva Kant. Durante la rapina un membro della banda viene ferito gravemente e catturato: morirà in ospedale senza aver parlato, ma partendo dalla sua identificazione Ginko scopre che era affiliato a Diego Manden, all'apparenza normale avvocato, in realtà capo della spietata banda. Anche Diabolik ed Eva arrivano alle stesse conclusioni, desiderosi non solo di recuperare le monete ma anche di impadronirsi del bottino di tutte le precedenti rapine, conservato nella villa del legale dalla doppia vita.
Ginko porta avanti la sua operazione in gran segreto, rivelando le proprie intenzioni solo al sergente Palmer e ad Altea, con la quale intrattiene una relazione segreta per via della differenza di ceto. Per non mettere a repentaglio la vita dei suoi uomini e trovare indizi che incriminino l'avvocato, Ginko decide di infiltrarsi nella villa di Manden da solo; a sua insaputa, tuttavia, la banda di criminali si trova nella villa, così l'ispettore viene scoperto e messo fuori gioco. La sera stessa anche Diabolik penetra nella villa, ma subisce lo stesso destino di Ginko: i due avversari si trovano quindi imprigionati insieme, faccia a faccia; quando Palmer, arrivato alla villa in cerca di Ginko, viene scoperto e giustiziato, i due comprendono che di lì a poco saranno uccisi a loro volta. Ritenendosi a un passo dalla morte, Ginko esprime il desiderio di conoscere la vera identità del suo nemico, e gli pone la fatidica domanda: "Diabolik, chi sei?". Il ladro gli risponde "Io non so chi sono", e gli racconta la sua storia.
Ancora neonato, Diabolik era stato salvato da un naufragio dagli uomini di King, capo di una potente organizzazione malavitosa di livello mondiale, e aveva vissuto sull'isola appartenente a quest'ultimo. Qui era cresciuto senza mai avere un nome, apprendendo tutte le arti del delitto dagli abitanti, veri e propri geni del crimine; a circa vent'anni aveva cominciato a studiare un composto chimico per realizzare maschere sottili grazie alle quali assumere l'identità di qualunque persona: aveva così attirato l'attenzione dello stesso King, che pur di impadronirsi della formula segreta gli aveva promesso di renderlo il suo braccio destro, mostrandogli tutte le sue ricchezze tra le quali una pantera nera imbalsamata, chiamata Diabolik, che aveva terrorizzato l'isola con la sua spietatezza, e che solo King era stato in grado di uccidere. In realtà il piano di King era di eliminare il giovane dopo avergli sottratto la formula: venuto a saperlo per caso, questi aveva ucciso King e ne aveva assunto l'identità utilizzando la prima maschera perfettamente realizzata, per impadronirsi di tutte le sue ricchezze e scappare dall'isola. Poiché aveva ucciso King con la stessa freddezza e crudeltà della pantera, aveva assunto il nome di Diabolik.
Intanto Altea, preoccupata perché Ginko non è rientrato, si reca in segreto alla villa di Manden e scopre che il suo amato è imprigionato lì insieme a Diabolik; con un astuto stratagemma riesce a mettersi in contatto con Eva: le due danno vita a un’inedita alleanza per liberare i loro compagni. Grazie alle informazioni di Altea e all’abilità di Eva nel preparare maschere, le donne assaltano la villa e neutralizzano l'intera banda, compreso Manden; Diabolik e Ginko vengono così raggiunti nella cantina dov’erano segregati e incatenati, ma Eva narcotizza la duchessa e l'ispettore per fuggire indisturbata con Diabolik dopo aver svaligiato la cassaforte della villa. In segno di ringraziamento, però, Eva restituisce ad Altea la collana del Grifone Nero che le aveva rubato.
Al funerale del fido sergente Palmer, l’ispettore Ginko bacia pubblicamente Altea, rendendo finalmente nota la loro relazione. Nel frattempo, il Diamante Rosa viene recuperato e messo all'asta, ma Diabolik ed Eva decidono di rubarlo. Quando Diabolik le chiede se sia davvero convinta di volerlo fare, Eva risponde che ormai non ha più paura del suo passato.

## Distribuzione
Il film è stato presentato in anteprima alla Festa del Cinema di Roma 2023, nella sezione "Grand Public", e distribuito nelle sale cinematografiche italiane dal 30 novembre 2023.

## Accoglienza

### Incassi
Nella prima settimana di programmazione ha incassato 70000 € e nella seconda 512000 €. Al 31 dicembre 2023 l’incasso complessivo è stato di 683424 €.

### Critica
Il film ha ottenuto recensioni miste da parte della critica cinematografica italiana, che non ha apprezzato l'adattamento della regia al fumetto e la scrittura dei dialoghi, apprezzando tuttavia la capacità recitativa del cast, e in particolar modo di Giacomo Gianniotti e Miriam Leone.
Damiano D'Agostino di The Hollywood Reporter Roma definisce il progetto «un adattamento mediocre», in cui la regia risulta «troppo ricca di trovate, inquadrature e dettagli». Il giornalista riscontra un atteggiamento «bidimensionale», poiché non restituisce profondità ai personaggi, che recitano su un copione «didascalico» e «senza amalgamarla con il linguaggio del cinema costruendo un’estetica unica ed eclettica».